# تروبریج
latitudeتروبریجlongitudeتروبریج
تروبریج (به زبان انگلیسی: Trowbridge) یک شهرک در بریتانیا است که در انگلستان واقع شده‌است.

## خصوصیات
تروبریج ۳۲٬۳۰۴ نفر جمعیت دارد.

## خواهرخوانده
شهرهای البلنگ و لر، نیدرزاکسن خواهرخوانده‌های تروبریج هستند.

## نگارخانه

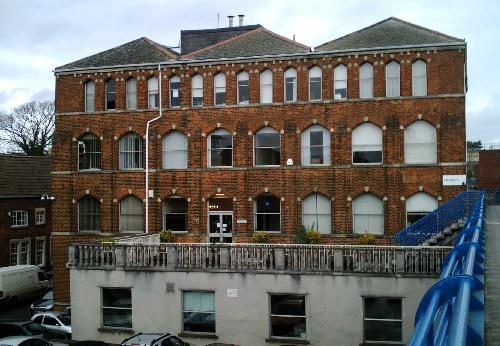
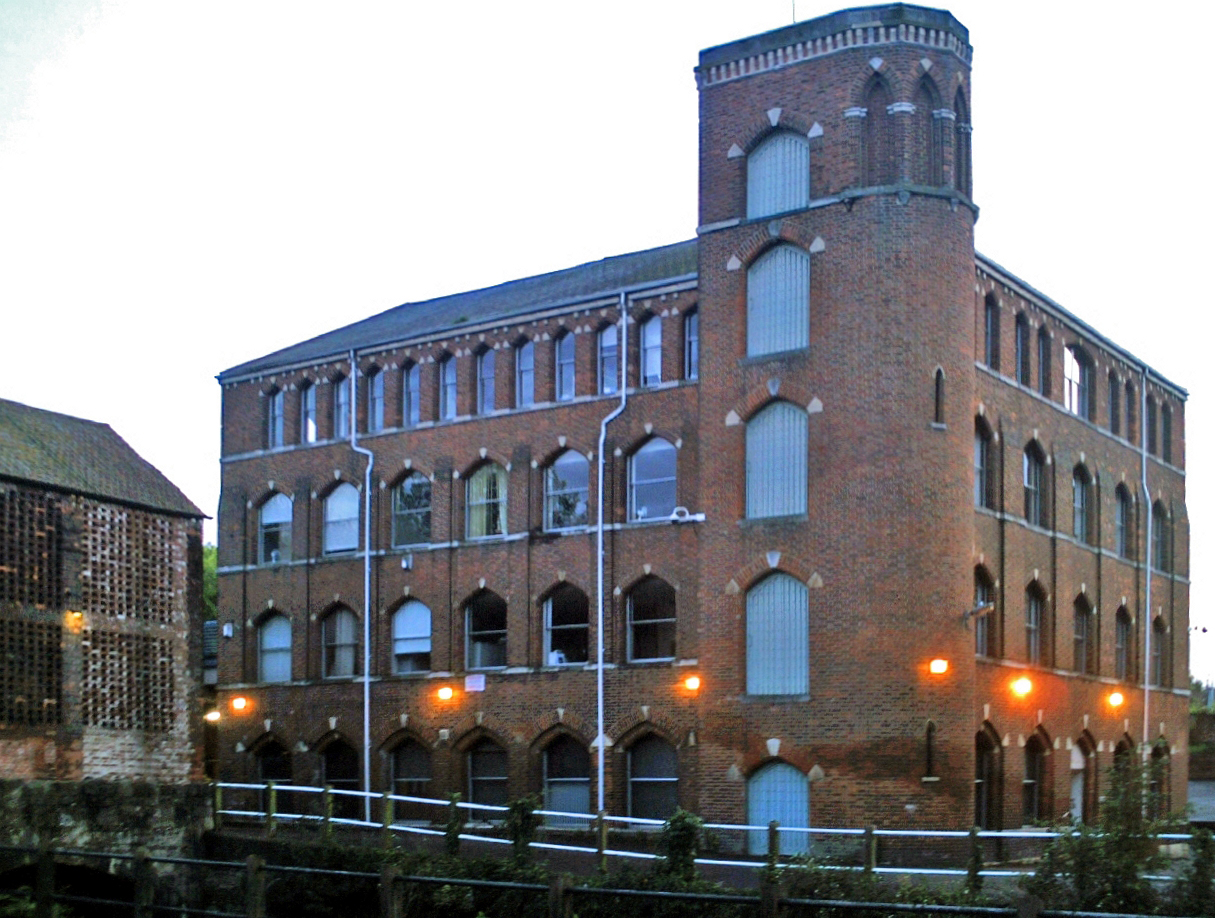
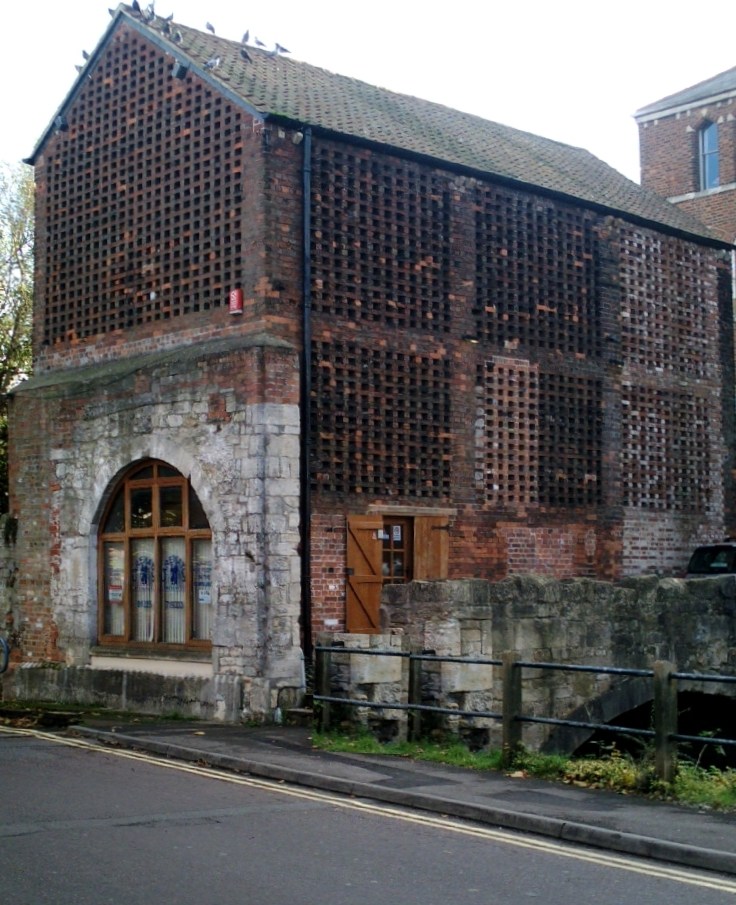
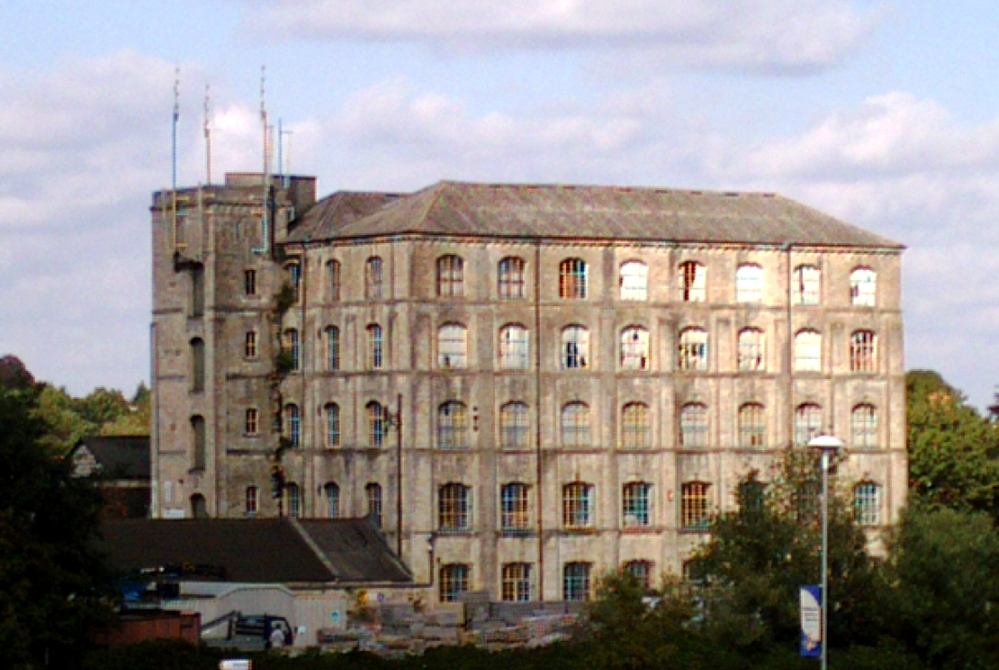
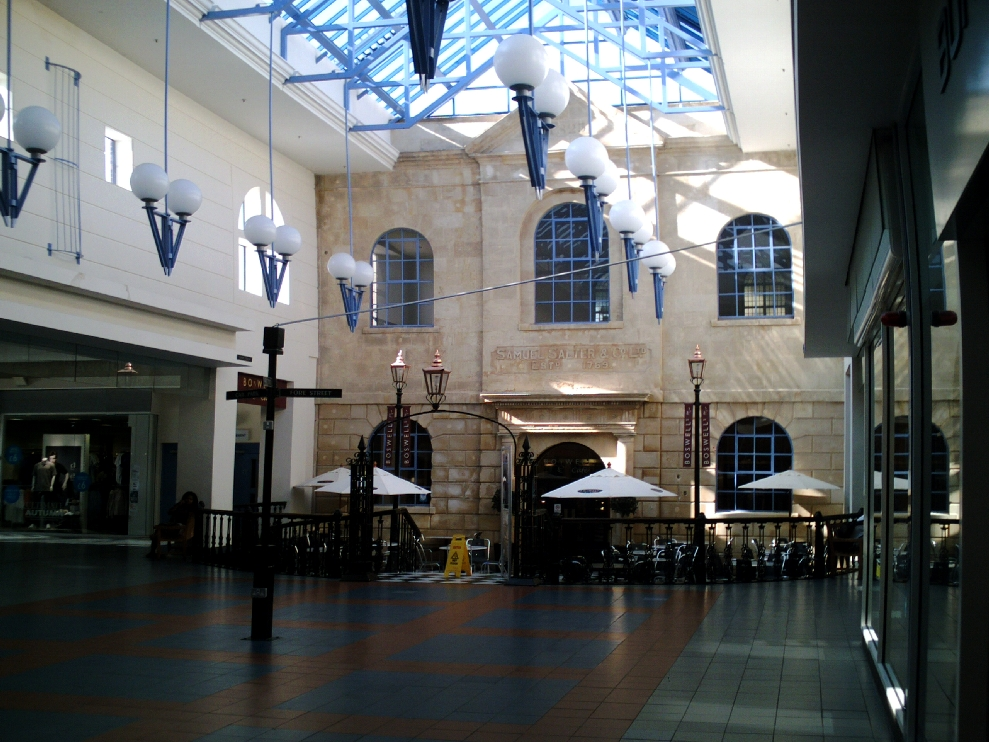